# Seelbach (Nassau)
Seelbach ist eine Ortsgemeinde im Rhein-Lahn-Kreis in Rheinland-Pfalz. Sie gehört der Verbandsgemeinde Bad Ems-Nassau an.

## Geographie
Seelbach liegt im westlichen Hintertaunus, auf dem Einrich als dem etwas niedrigeren Nordwestteil des Taunus.

## Gemeindegliederung
Zu Seelbach gehören auch die Wohnplätze Kloster Arnstein, Antoniushof, Bärenhof, Eschenhof, Hollerich, Kalkofen, Klostermühle und Salscheid.

### Nachbargemeinden
Norden: Obernhof

Süden: Attenhausen

Westen: Singhofen

Osten: Kördorf

## Geschichte
Seelbach wurde erstmals im Jahre 1142 urkundlich erwähnt.
Die Einwohnerschaft entwickelte sich im 19. und 20. Jahrhundert wie folgt: 1843: 382 Einwohner, 1927: 417 Einwohner, 1964: 387 Einwohner.

## Politik

### Gemeinderat
Der Gemeinderat in Seelbach besteht aus acht Ratsmitgliedern, die bei der Kommunalwahl am 9. Juni 2024 in einer Mehrheitswahl gewählt wurden, und dem ehrenamtlichen Ortsbürgermeister als Vorsitzendem. Bei den vorhergehenden Wahlen bis 2009 wurden die Ratsmitglieder in einer personalisierten Verhältniswahl gewählt.
Die Sitzverteilung im Gemeinderat:
| Wahl | CDU               | WGR 1             | WGR 2             | Gesamt  |
| ---- | ----------------- | ----------------- | ----------------- | ------- |
| 2024 | per Mehrheitswahl | per Mehrheitswahl | per Mehrheitswahl | 8 Sitze |
| 2019 | per Mehrheitswahl | per Mehrheitswahl | per Mehrheitswahl | 8 Sitze |
| 2014 | per Mehrheitswahl | per Mehrheitswahl | per Mehrheitswahl | 8 Sitze |
| 2009 | 2                 | 3                 | 3                 | 8 Sitze |
| 2004 | 2                 | 4                 | 2                 | 8 Sitze |

### Bürgermeister
Ortsbürgermeister von Seelbach ist Jürgen Ludwig. Bei der Direktwahl am 26. Mai 2019 wurde er mit einem Stimmenanteil von 92,44 % und am 9. Juni 2024 als einziger Bewerber mit 89,0 % jeweils für fünf Jahre wiedergewählt.

## Kultur und Sehenswürdigkeiten
- Kloster Arnstein
- Schleuse Hollerich
- Jüdischer Friedhof

Siehe auch:
- Liste der Kulturdenkmäler in Seelbach
- Liste der Naturdenkmale in Seelbach

## Söhne und Töchter der Gemeinde
- Graf Ludwig III. von Arnstein (1109–1185), Prämonstratenser und Klostergründer, wird als Seliger verehrt. Er wurde vermutlich auf Burg bzw. Kloster Arnstein geboren, lebte dort und ist hier bestattet
- Peter Fink (*/† 19. Jahrhundert), Bürgermeister und Mitglied des Provinziallandtages der Provinz Hessen-Nassau
- Philipp Fink (1831–1913), Reichstags- und Landtagsabgeordneter